# Diocèse d'Azcapotzalco
Le diocèse d'Azcapotzalco (en latin : en latin : Dioecesis Azcapotzalcensis ; en espagnol : Diócesis de Azcapotzalco) est un diocèse de l'Église catholique du Mexique, suffragant de l'archidiocèse de Mexico.

## Territoire
Il comprend la délégation d'Azcapotzalco, qui est une des seize divisions territoriales de Mexico et une partie de la délégation de Gustavo A. Madero dont l'autre partie est dans l'archidiocèse de Mexico. 
Il possède un territoire d'une superficie de 81 km2 divisé en 59 paroisses. Le siège épiscopal est dans le quartier d'Azcapotzalco de Mexico où se trouve la cathédrale Saints-Apôtres-Philippe-et-Jacques.

## Historique
Le diocèse est érigé le 28 septembre 2019 par la constitution apostolique Salus populi du pape François en prenant une partie du territoire de l'archidiocèse de Mexico dont Azcapotzalco devient suffragant.

## Évêque
- Adolfo Miguel Castaño Fonseca, depuis le 28 septembre 2019